# 盧亮輝
盧亮輝（英語：Lu Liang-hui，1940年—），作曲家，中國福建省永定縣人，印尼出生成長、中國大陸留學、香港工作、臺灣落腳，多次入圍金曲獎，並獲金鐘獎、金曲獎等獎項。創作許多大型國樂作品，如：《宮商角徵羽》、《春夏秋冬》、《勁飆序曲》等，作品多次被演出並廣泛流傳於兩岸三地及東南亞一帶。天津音樂學院畢業，1970年代後期移民香港，1977年至1986年任職香港中樂團全職樂師，1986年代移民臺灣，曾任台北市立國樂團演奏組副組長及副指揮，中國文化大學中國音樂學系助理教授。為台北市立國樂團、台灣國樂團及高雄市國樂團等專業樂團創作了數量可觀的大型國樂作品。曾在中國大陸留學。

## 生平
盧亮輝出生於印尼，籍貫中國福建省永定縣，1964年畢業於天津音樂學院作曲系，師從張筠青、許勇三、廖勝京等教授。1973年移居香港，並於1977年在香港中樂團擔任全職團員，並開始國樂音樂創作，為香港中樂團創作不少大型合奏作品。1986年移居台灣後，曾任台北市立國樂團演奏組副組長及副指揮，中國文化大學中國音樂學系助理教授。受台北市立國樂團、臺灣國樂團及高雄市國樂團等專業樂團邀約，創作大量的大型國樂作品，深受觀眾喜愛，作品也常被選定為「全國學生音樂比賽」參賽曲目。

## 音樂創作理念
盧亮輝的作品總是環繞著「情」字，有「親情」、「愛情」與「友情」等。寫「親情」的曲子如知名的《童年的回憶》，描繪兒時在印尼與家人的生活，裡頭運用了許多重複音，傳達孩童的天真活潑；而描寫「愛情」的曲子有《西子灣之戀》，為了這首樂曲還特地到西子灣，觀察情侶間的互動，把熱戀中情侶的親吻擁抱都寫進了曲子裡；寫「友情」的曲子則像香港時期的作品《陽關三疊》，運用古典的題材描寫朋友之間的情感。
盧亮輝認為「音樂要貼近民眾的心聲，才會有感染力。他在香港時喜歡上爵士樂，也喜歡聽浪漫的情歌，像是王菲的《我願意》、劉若英的《後來》，李麗芬的《愛江山更愛美人》等，盧亮輝覺得自己能從中獲得到啟發並重新學習。
盧亮輝認為自己的創作生涯，分為三個不同階段，分別是最初的「學院派」時期，之後的「民族化」時期，現在則是進入了「自我突破」時期。不斷在作品中尋求突破與反思，並且加入更多元化的音樂元素，但也不忘傳統戲曲音樂語彙的重要性。近年來的委託創作作品中，大量的加入了戲曲元素，例如臺灣國樂團2019 年6 月首演的笙協奏曲《笙歌傳喜》，運用了大量的客家民謠作為素材，管風琴協奏曲《管風琴藝》則運用了京劇曲牌與歌仔戲唱腔。

## 主要作品
- 民族器樂套曲
  - 《春夏秋冬》四首合奏曲
  - 《宮商角徵羽》五首合奏曲
  - 《喜怒哀樂》四首協奏曲 (喜:笛, 怒:琵琶, 哀:壎, 樂:嗩吶)
- 民族器樂合奏曲
  - 《酒歌》
  - 《鬧花燈》
  - 《六月茉莉》
  - 《小鎮》
  - 《翠谷長春》
  - 《童年的回憶》[2]
  - 《祭樂歡舞》
  - 《節慶歡舞》
  - 《生日慶典》
  - 《京韻隨想曲》
  - 《勁飆序曲》
  - 《山鄉歡舞》
  - 《生命之火》
  - 《諸羅組曲I：廟音傳頌》
  - 《諸羅組曲III：茶園歡舞》
  - 《諸羅組曲IV：大地讚歌》
  - 《採茶樂陶陶》絲竹合奏
  - 《都馬快蝶》絲竹合奏
- 民族器樂協奏曲
  - 《鵝鑾鼻之春》高音笙協奏曲[2]
  - 《貴妃情》二胡協奏曲
  - 《喜》笛協奏曲
  - 《怒》琵琶協奏曲
  - 《哀》壎協奏曲
  - 《樂》嗩吶協奏曲
  - 《春風夜雨情》笛協奏曲
  - 《疆風舞韻》二胡協奏曲
  - 《疆風舞韻》高胡協奏曲
  - 《柴山攬秀》二胡協奏曲
  - 《龍潭望雨》二胡/揚琴雙協奏曲
  - 《愛河》鋼琴與國樂團 - 高雄五部曲之I
  - 《高港風雲》小號與國樂團 - 高雄五部曲之II
  - 《西子灣之戀》小提琴與國樂團 - 高雄五部曲之III
  - 《蓮潭風光》長笛與國樂團 - 高雄五部曲之IV
  - 《澄湖夜月》大提琴與國樂團  - 高雄五部曲之V
  - 《諸羅組曲Ⅱ：漁港情緣》36簧笙協奏曲
  - 《情愫》鋼琴與國樂團[5]
- 編曲、配器
  - 《媽祖》（京劇）
  - 《大將春秋》（京劇）
  - 《王熙鳳大鬧寧國府》（京劇）
  - 《李世民與魏徵》（京劇）
  - 《三個人兒兩盞燈》（京劇）
  - 《金鎖記》（京劇現代戲）

## 得獎經歷
- 1989年以臺灣電視劇《俑之舞》的配樂入圍金鐘獎。
- 1991年以《新幼學故事瓊林》音樂專輯獲金鼎獎優良唱片獎。
- 2012年以《閱讀盧亮輝》榮獲第二十三屆金曲獎最佳製作人獎。